# ۲۲۰ (عدد)
۲۲۰ (عدد)یک عدد طبیعی است که بعد از ۲۱۹ و قبل از ۲۲۱ قرار دارد.